# Kallósdi kerektemplom

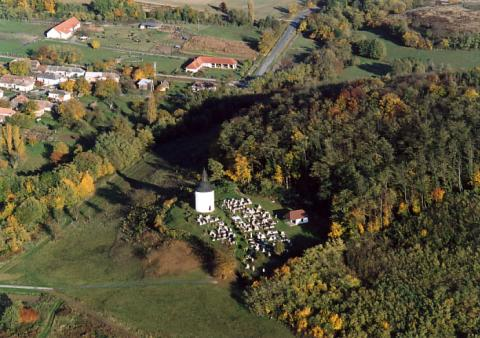
Légifotó a Szent Anna-templomról

A kallósdi Szent Anna-templom országosan is jelentős műemlék, az Árpád-kori kerektemplomok egyik jelentős képviselője. Minden évben számos turista keresi fel miatta a Zala egyik mellékvölgyében megbújó, száznál is kevesebb lakosú falut.
A temetőben (külterületen) szabadon álló templom műemlék. Törzsszáma 6509, helyrajzi száma 090.

## Története
Kallósd a zalai várhoz tartozó királyi birtok volt egykor, csak 1203 után adta az uralkodó a komári Orosz fiainak. Az ő unokája, Karacs fia Miklós építtette a plébániatemplomot 1260 körül. 1263-ban már Nagykalos falu Szent Miklósnak
szentelt plébániatemplomaként említik. A 14. századtól a kapornaki apátság birtokához tartozott. A 17. századi török támadások miatt a lakosok a templomot is elhagyták, a falu 1711-től induló ismételt benépesülése után azonban kiszabadították a bozótból és 1740-ben Békási Imre kapornaki apát újjáépíttette. Kupolaszerű tetőszerkezetét az 1800-as években építették. A falu népességének növekedése miatt az 1800-as években előcsarnokkal bővítették, ezt azonban az 1989–1993 közötti műemléki felújítás során elbontották, hogy hangsúlyosabbá tegyék a kerektemplom formát. Előzőleg 1938-ban is helyreállították.

## Az épület
A román stílusú templom kő alapzatán téglából épült falak állnak. Hajóját kúposan kialakított, harang alakú lemeztető fedi, belőle középen kisebb, faszerkezetes torony emelkedik ki. A keleti oldalon a körtemplomhoz egy alacsonyabb, patkóíves apszis csatlakozik; a szentélyt csúcsíves diadalív választja el a hajótól. A szentélyt félkúptető fedi — maga a hajó kupolaboltozatos, a szentély födéme (belülről) félkupola.
A templom külsejét sűrűn elhelyezett függőleges féloszlopos jellegű sávok, lizénák tagolják. Belső átmérője 5,8 méter. Bejárata a délnyugati oldalon nyílik, mellette félköríves (enyhén csúcsíves) ablakokat vágtak a falba. Az oltár fölött kerek ablak nyílik. Az ősi kerek alaprajz, a külső lizénák, a koszorúpárkány, a félkör alakú apszis, a kupola mind román stílusjegy; együttesük a 13. század közepére utal. Bár egyes elemei az Ausztriában elterjedt, és ott centrális „karner”nek nevezett építészeti stílussal rokonítják, minden bizonnyal helyi mesterek építették.
Falába hat egyforma gótikus (csúcsíves) ülőfülkét és egy hetedik valamivel kisebb fülkét vágtak. Északi falán lépcső vezet föl a bejárat fölé, fából épített karzatra.
Berendezése nincs. Egyszerű oltárképe a templom névadóját, szent Annát ábrázolja.

## A templom szerepe napjainkban
Az 1990-es években a község közepén álló harangtoronyhoz egy új templomot építettek, így a falu feletti temetőben álló háromnegyed évezredes épületben napjainkban már csak alkalmanként miséznek. Alkalmilag (ritkán) tartanak esküvőket is.
Nyaranta július-augusztus hónapokban hangversenyeket is tartanak.
Kallósd szimbóluma a falu címerében is megjelenik.

## Ünnepek
- Búcsú: július 26.